# Joose Olavi Hannula
Joose Olavi Hannula, född 5 september 1900 i Åbo, död 12 juni 1944, var en finländsk överste, krigshistoriker och författare.
Hans föräldrar var domprost Edvard Hannula och Ellen Palmgren. Han genomgick Kadettskolan 1919–1921 och Krigshögskolan 1927. Han tjänstgjorde vid Nylands regemente och i 1. divisionens stab. Han var lärare i krigshistoria vid krigshögskolan i Finland 1927–1939. Han var kommendör för regemente och brigad under fortsättningskriget 1941–1944. Han stupade vid fronten vid Salla.